# Контеса (Козенца)
Контеса је насеље у Италији у округу Козенца, региону Калабрија.
Према процени из 2011. у насељу је живело 599 становника. Насеље се налази на надморској висини од 222 м.